# Александр (Зайцев)
Епископ Александр (в миру Александр Анатольевич Зайцев; 13 мая 1969, Волгоград, СССР) — архиерей Русской православной церкви, епископ Плесецкий и Каргопольский.
Тезоименитство — 23 ноября (6 декабря) (память благоверного князя Александра Невского).

## Биография
Родился 13 мая 1969 года в Волгограде в семье служащих. Был крещён ещё в младенчестве.
В 1986 года окончил общеобразовательную школу в городе Фролово Волгоградской области.
В 1987—1989 годах служил в рядах Вооружённых сил СССР.
В 1991 году окончил Ростовское училище искусств.
В 1992—1996 годах трудился в Ростовском епархиальном управлении. С 1993 года выполнял послушания чтеца, пономаря, помощника ризничного, помощника председателя приходского совета, проводил катехизаторские беседы в воскресной школе кафедрального собора Рождества Богородицы в Ростове-на-Дону. С 1993 года ― иподиакон митрополита Ростовского и Новочеркасского Владимира (Котлярова).
В 1995 году окончил Ростовское епархиальное духовное училище. В 1996—1999 годах трудился воспитателем младших классов в епархиальной Свято-Георгиевской гимназии города Ростова-на-Дону.
В 1999 году награждён архиерейской грамотой и медалью святителя Димитрия Ростовского.
В 2000 году поступил послушником в Тихвинский Богородичный Успенский мужской монастырь, и в том же году принял монашеский постриг с именем Александр в честь благоверного князя Александра Невского.
28 августа 2000 года в Успенском соборе Тихвинского монастыря митрополитом Санкт-Петербургским и Ладожским Владимиром (Котляровым) рукоположён в сан иеродиакона, а 4 марта 2001 года в Казанском кафедральном соборе Санкт-Петербурга ― в сан иеромонаха.
В 2013 году окончил Санкт-Петербургскую духовную семинарию, в 2016 году ― Санкт-Петербургскую духовную академию.
В январе 2017 года перешёл в Череменецкий Иоанно-Богословский монастырь и был принят в клир Гатчинской епархии, и назначен руководителем административно-хозяйственного отдела Гатчинской епархии.

### Архиерейство
9 марта 2017 года решением Священного Синода избран епископом новообразованной Плесецкой и Каргопольской епархии.
12 марта 2017 года, в Неделю 2-ю Великого поста — святителя Григория Паламы, архиепископа Фессалонитского, епископом Гатчинским и Лужским Митрофаном возведён в сан архимандрита.
8 апреля 2017 года в Тронном зале кафедрального соборного Храма Христа Спасителя в Москве состоялось наречение во епископа.
30 апреля 2017 года в Александро-Невской лавре была совершена хиротония архимандрита Александра (Зайцева) во епископа Плесецкого и Каргопольского, которую совершили: митрополит Санкт-Петербургский и Ладожский Варсонофий (Судаков), митрополит Архангельский и Холмогорский Даниил (Доровских), архиепископ Петергофский Амвросий (Ермаков), архиепископ Солнечногорский Сергий (Чашин), епископ Выборгский и Приозерский Игнатий (Пунин), епископ Царскосельский Маркелл (Ветров), епископ Кронштадтский Назарий (Лавриненко), епископ Нарьян-Марский и Мезенский Иаков (Тисленко), епископ Тихвинский и Лодейнопольский Мстислав (Дячина), епископ Котласский и Вельский Василий (Данилов), епископ Гатчинский и Лужский Митрофан (Осяк).
16 мая 2017 года совершил первое богослужение в Плесецкой епархии в храме Архистратига Божия Михаила в Мирном, который стал собором.

## Награды
- Медаль святителя Димитрия Ростовского (1999)[6].
- Орден преподобного Серафима Саровского III степени (2019) — во внимание к усердным архипастырским трудам и в связи с 50-летием со дня рождения[7].